# General Alvear (município)

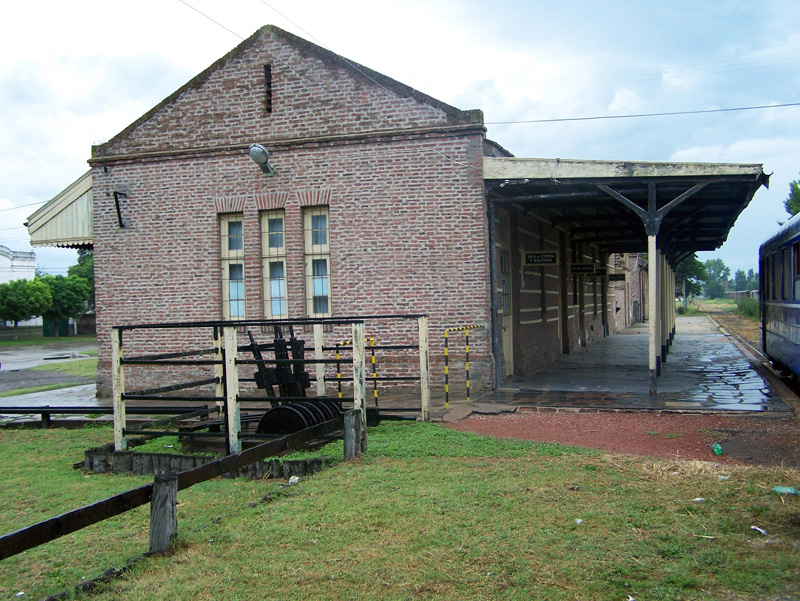
Estação de trem de General Alvear

General Alvear é um partido da província de Buenos Aires, na Argentina. Possuía, de acordo com estimativa de 2019, 11.456 habitantes.